# Koninklijk Instituut Spermalie
Het Koninklijk Instituut Spermalie is een medisch-pedagogisch instituut op rooms-katholieke grondslag voor kinderen met een zintuiglijke beperking. De hoofdzetel is in de voormalige abdij Spermalie in de Belgische provinciehoofdstad Brugge. In 2011 is het instituut opgegaan in het bredere geheel van de vzw De Kade.

## Geschiedenis
De naam van dit instituut komt voort uit de voormalige Spermalie-abdij, een cisterciënzerinnenabdij gesticht in 1200 op een land genaamd Spermalie in Slijpe. De abdij verhuisde in 1240 naar Sijsele en in 1578 naar Brugge.
Na de Franse Revolutie kregen de gebouwen, aan de huidige Snaggaardstraat, een wereldlijke bestemming, maar in 1836 stichtte kanunnik Charles Carton er de congregatie zusters van de Kindsheid van Maria ter Spermalie. Samen met de zusters wilde hij aangepast onderwijs geven aan blinde en dove kinderen.
Net als verschillende andere instellingen voor mensen met een gehoorstoornis ging Spermalie zich eind 20e eeuw ook richten op mensen met andere communicatieve problemen, met name kinderen met autisme. Het ging ook samenwerken met Het Anker, een instelling voor deze doelgroep in het Brugse. In 2007 kwam het tot een bestuurlijke fusie met Het Anker. De fusieorganisatie kreeg de naam De Kade. In 2011 gingen alle betrokken rechtspersonen samen in de vzw De Kade. Verschillende onderdelen van De Kade dragen nog de naam Spermalie.

## Voorzieningen
Het instituut omvat internaatsvoorzieningen en onderwijsvoorzieningen.
- Internaat: voornamelijk voor de leerlingen die er onderwijs volgen, maar van daaruit ook thuisbegeleiding voor doven en blinden, ondersteuning van zelfstandig wonen van gehandicapten in de thuissituatie of in het eigen home.
- Onderwijs: het instituut verzorgt zowel buitengewoon basisonderwijs als buitengewoon secundair onderwijs voor blinde en dove kinderen. Het is dan ook de aangewezen opvang voor leerlingen die beide handicaps combineren (doofblinden). Een andere doelgroep zijn kinderen met autisme. Vanuit deze onderwijsvoorziening wordt ook een uitgebreid net van GOn-begeleidingen ondersteund. In de structuur van het buitengewoon onderwijs behoren de leerlingen tot type 6 (visuele stoornis) en type 7 (auditieve of communicatiestoornis).